# 青稞 (推理作家)
青稞（1994年—），本名洪颖，是一名中国推理小說作家，香港城市大学博士，擅长应用建筑诡计的密室推理。他于2014年开始写推理小说，并靠《推理作家的逆袭》获得了第三届华文推理大奖赛 二等奖，此后又靠《巴别塔之梦》入围了第五届金车岛田庄司推理小说奖的决选名单，由此声名鹊起。“青稞”作为笔名，寄托了他像青稞一样适应能力强的愿望，并谐音暗示自己的身份——“青年科技工作者”。他希望自己能作为兼职作家，以科研活动为主，将推理小说创作作为自己的兴趣爱好。

## 生平
青稞在初二开始接触推理小说，当时读了很多福尔摩斯系列。从大一开始，又陆陆续续读了四十多本东野圭吾的小说。他就这样按图索骥地读到了岛田庄司的作品，并感到这些作品“突破了思考的极限”，这也影响了他之后的创作。
2016年，青稞开始在南方科技大学攻读材料科学与工程专业硕士。即使课业繁重，他也凭借自己的阅读速度，在两年时间中读了三百多本推理小说。随着阅读量的增加，他开始希望自己创作推理小说。当时，他经常晚上十点多才能回到住处，利用睡前的一小时来创作推理小说。代表作《钟塔杀人事件》就是在这样的条件下创作出来的。

## 评价
岛田庄司在金车岛田庄司推理小说奖的决选入围作品评语中，对《巴别塔之梦》这样评价道：“从整体的构图到诡计设计的细部，都强烈感觉到似曾相识，这点令人在意。因为是将前人所达成的成就模组化，大量加进自己的作品中，而且都是颇获好评的各种模组，所以加以挪用应该能保证作品会有相当的水准——作者这样的构想正是问题所在，具有争议。站在选评者的立场，我无法赞同这种想法。”

## 作品列表

### 单行本
- 《巴別塔之夢》 皇冠（2017）
- 《钟塔杀人事件》 新星出版社（2017）
- 《日月星杀人事件》 新星出版社（2019）
- 《死愿塔》 要有光（2019）
- 《巴别塔之梦》（简体中文版） 新星出版社（2020）
- 《溯洄》 人民文学出版社（2020）
- 《土楼杀人事件》新星出版社（2021）

### 选集刊载
- 《推理作家的逆袭》 刊载于《夜光与独行者 第三届华文推理大奖赛典藏集·获奖作品卷》 中国工人出版社（2019）
- 《寻狗事务所》 刊载于《给孩子的推理故事》 长江出版社（2019）
- 《潜水的小丑》 刊载于《轮到你了》 长江出版社（2019）
- 《潜水的小丑》 刊载于《2019年中国侦探推理小说精选》 长江文艺出版社（2020）
- 《公交，彩票与咖啡店》 刊载于《2019年中国悬疑小说精选》 长江文艺出版社（2020）
- 《死者，AI》 刊载于《2020年中国悬疑小说精选》 长江文艺出版社（2021）